# Campionati del mondo di atletica leggera 1991 - Maratona maschile
La maratona maschile dei Campionati del mondo di atletica leggera 1991 si tenne il 1º settembre con partenza e arrivo all'interno dello Stadio Olimpico di Tokyo, in Giappone.
La gara é cominciata alle ore 18:00.

## Podio
| Pos.    | Atleta           | Nazionalità | Tempo    |
| ------- | ---------------- | ----------- | -------- |
| Oro     | Hiromi Taniguchi | Giappone    | 2h14'57" |
| Argento | Ahmed Salah      | Gibuti      | 2h15'26" |
| Bronzo  | Steve Spence     | Stati Uniti | 2h15'36" |

## Situazione pre-gara

### Record
Prima di questa competizione, il record del mondo (RM) e il record dei campionati (RC) erano i seguenti.
| Record                | Prestazione | Atleta                       | Data                                  | Competizione          |
| --------------------- | ----------- | ---------------------------- | ------------------------------------- | --------------------- |
| Record mondiale       | 2h06'50"    | Belayneh Dinsamo Etiopia     | 17 aprile 1988 Rotterdam, Paesi Bassi | Maratona di Rotterdam |
| Record dei campionati | 2h10'03"    | Robert de Castella Australia | 14 agosto 1983 Helsinki, Finlandia    | Mondiali 1983         |

### Campioni in carica
I campioni in carica a livello olimpico e mondiale erano:
| Campione | Atleta                  | Prestazione | Data                             | Competizione         |
| -------- | ----------------------- | ----------- | -------------------------------- | -------------------- |
| Olimpico | Gelindo Bordin Italia   | 2h10'32"    | 2 ottobre 1988 Seul, Stati Uniti | Giochi olimpici 1988 |
| Mondiale | Douglas Wakiihuri Kenya | 2h11'48"    | 6 settembre 1987 Roma, Italia    | Mondiali 1987        |

### La stagione
Prima di questa gara, gli atleti con le migliori tre prestazioni dell'anno erano:
| Pos. | Atleta                           | Prestazione | Data                                 |
| ---- | -------------------------------- | ----------- | ------------------------------------ |
| 1    | Koichi Morishita Giappone        | 2h08'53"    | 3 febbraio 1991 Beppu, Giappone      |
| 2    | Takeyuki Nakayama Giappone       | 2h09'12"    | 3 febbraio 1991 Beppu, Giappone      |
| 3    | Yakov Tolstikov Unione Sovietica | 2h09'17"    | 21 aprile 1991 Londra, Gran Bretagna |

## Risultati
| Pos     | Atleta                 | Nazione                                   | Tempo    | Note |
| ------- | ---------------------- | ----------------------------------------- | -------- | ---- |
| Oro     | Hiromi Taniguchi       | Giappone                                  | 2h14'57" |      |
| Argento | Ahmed Salah            | Gibuti                                    | 2h15'26" |      |
| Bronzo  | Steve Spence           | Stati Uniti                               | 2h15'36" |      |
| 4       | Jan Huruk              | Polonia                                   | 2h15'47" |      |
| 5       | Futoshi Shinohara      | Giappone                                  | 2h15'52" |      |
| 6       | Salvatore Bettiol      | Italia                                    | 2h15'58" |      |
| 7       | Maurilio Castillo      | Messico                                   | 2h16'15" |      |
| 8       | Gelindo Bordin         | Italia                                    | 2h17'03" |      |
| 9       | Tekeye Gebrselassie    | Repubblica Popolare Democratica d'Etiopia | 2h18'37" |      |
| 10      | Konrad Dobler          | Germania                                  | 2h19'01" |      |
| 11      | Steve Moneghetti       | Australia                                 | 2h19'18" |      |
| 12      | Sam Carey              | Regno Unito                               | 2h20'02" |      |
| 13      | Peter Maher            | Canada                                    | 2h20'31" |      |
| 14      | Diego García           | Spagna                                    | 2h21'16" |      |
| 15      | Dominique Chauvelier   | Francia                                   | 2h21'37" |      |
| 16      | Tonnie Dirks           | Paesi Bassi                               | 2h22'17" |      |
| 17      | Elphas Ginindza        | eSwatini                                  | 2h22'43" |      |
| 18      | Stephan Freigang       | Germania                                  | 2h23'13" |      |
| 19      | Kim Won-Tak            | Corea del Sud                             | 2h23'14" |      |
| 20      | Dave Buzza             | Regno Unito                               | 2h23'24" |      |
| 21      | Vladimir Bukhanov      | Unione Sovietica                          | 2h24'26" |      |
| 22      | Motsemme Kgaotsang     | Botswana                                  | 2h25'28" |      |
| 23      | Kim Reynierse          | Aruba                                     | 2h26'50" |      |
| 24      | Martin Vrabel          | Cecoslovacchia                            | 2h26'56" |      |
| 25      | Gian Luigi Macina      | San Marino                                | 2h28'40" |      |
| 26      | Steve Taylor           | Stati Uniti                               | 2h29'09" |      |
| 27      | Myint Kan              | Birmania                                  | 2h29'14" |      |
| 28      | William Aguirre        | Nicaragua                                 | 2h29'35" |      |
| 29      | Aleksandr Vychuzhanin  | Unione Sovietica                          | 2h32'37" |      |
| 30      | Alberto Cuba           | Cuba                                      | 2h32'57" |      |
| 31      | Krishna Bahadur Basnet | Nepal                                     | 2h33'13" |      |
| 32      | Fai Yeung Ng           | Hong Kong                                 | 2h34'26" |      |
| 33      | Freddy Lujan           | Bolivia                                   | 2h36'54" |      |
| 34      | Gi-Sheng Hsu           | Taipei cinese                             | 2h37'20" |      |
| 35      | Roland Wille           | Liechtenstein                             | 2h48'12" |      |
| 36      | Abdillah Soilihi       | Comore                                    | 2h56'36" |      |
| —       | Faasalele Fuauli       | Samoa                                     | dnf      |      |
| —       | Alessio Faustini       | Italia                                    | dnf      |      |
| —       | Manuel Matias          | Portogallo                                | dnf      |      |
| —       | Abebe Mekonnen         | Repubblica Popolare Democratica d'Etiopia | dnf      |      |
| —       | Takeyuki Nakayama      | Giappone                                  | dnf      |      |
| —       | Antoni Niemczak        | Polonia                                   | dnf      |      |
| —       | Jörg Peter             | Germania                                  | dnf      |      |
| —       | Joaquim Pinheiro       | Portogallo                                | dnf      |      |
| —       | Francisco Romera       | Spagna                                    | dnf      |      |
| —       | Yakov Tolstikov        | Unione Sovietica                          | dnf      |      |
| —       | Carlos Ayala           | Messico                                   | dnf      |      |
| —       | Alfredo Shahanga       | Tanzania                                  | dnf      |      |
| —       | Nivaldo Vieira         | Brasile                                   | dnf      |      |
| —       | Åke Eriksson           | Svezia                                    | dnf      |      |
| —       | Brad Hudson            | Stati Uniti                               | dnf      |      |
| —       | Mohamed Kamel Selmi    | Algeria                                   | dnf      |      |
| —       | Ahmed Al Hamshani      | Giordania                                 | dnf      |      |
| —       | Simon Mrashani         | Tanzania                                  | dnf      |      |
| —       | Kim Wan-Ki             | Corea del Sud                             | dnf      |      |
| —       | Laurenio Beserra       | Brasile                                   | dnf      |      |
| —       | Jean-Luc Assemat       | Francia                                   | dnf      |      |
| —       | Tesfaye Dadi           | Repubblica Popolare Democratica d'Etiopia | dnf      |      |
| —       | Daniel Böltz           | Svizzera                                  | dnf      |      |
| —       | Manny Lolin            | Malaysia                                  | dnf      |      |